# 深圳粤海城
深圳粤海城，是一个位于深圳市罗湖区东昌路1号的多元商业综合体，由粵海置地开发，是其在深圳市首个旧改项目,总建筑面积65万平方米。2022年12月24日正式全面对外开放。

## 历史
深圳粤海城前身是金威啤酒罗湖厂区，1984年开始投产，是深圳最早的啤酒厂。金威啤酒从创立伊始便是粤海集团的旗下企业，然而啤酒行业的激烈竞争使粤海于2013年把金威啤酒除罗湖厂区外其他工厂及资产出售给华润雪花，而罗湖厂区就此停产转型，作为商业地产项目用途。2012年8月“金威啤酒厂城市更新单元”获准纳入深圳市第四批城市更新单元计划。 但一直拖到2016年年中确定了方案补地价，2017年方才正式动工。2022年8月10日，随着粤海置地大厦的封顶，深圳粤海城的主体结构全面完工。

## 构成
深圳粤海城由两座甲级写字楼——粤海置地大厦和三座商住楼，另外有一座购物中心——深圳天河城，以及保留工业遗迹的艺术街区——金啤坊组成

### 粤海置地大厦
粤海置地大厦由两座写字楼组成，最高的一座建筑高度300米，另一座为180米，总计容建筑面积约20.66万㎡。

### 深圳天河城
深圳天河城是粤海城的配套大型购物中心，定位“深圳新生代品质生活中心”，总建筑面积12万㎡，分为地上三层地下一层布局，引入零售、餐饮、体验等多元业态。并附设约3万㎡的超大屋顶花园。2022年12月24日正式开业。

### 金啤坊
金啤坊占地1.4万㎡，由金威啤酒罗湖厂区保留的发酵区改造而来，保留了金威先前从德国引进的发酵生产线主要设备，是广东省首创购物中心与工业遗存双业态组合的商业项目。2022年12月24日正式对外开放。首个举办的活动是第九届深港城市\建筑双城双年展深圳展区活动。

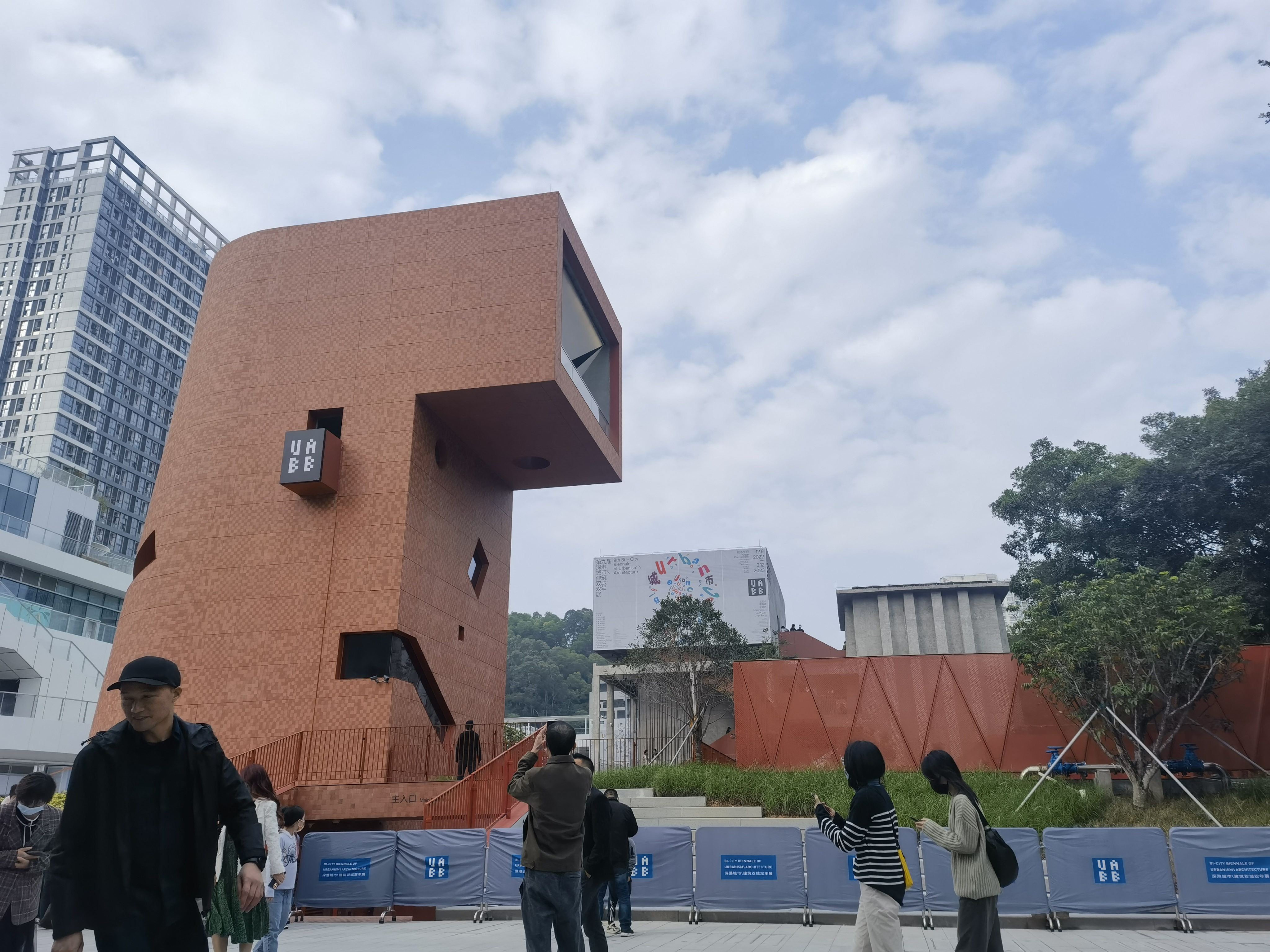
金啤坊南门户
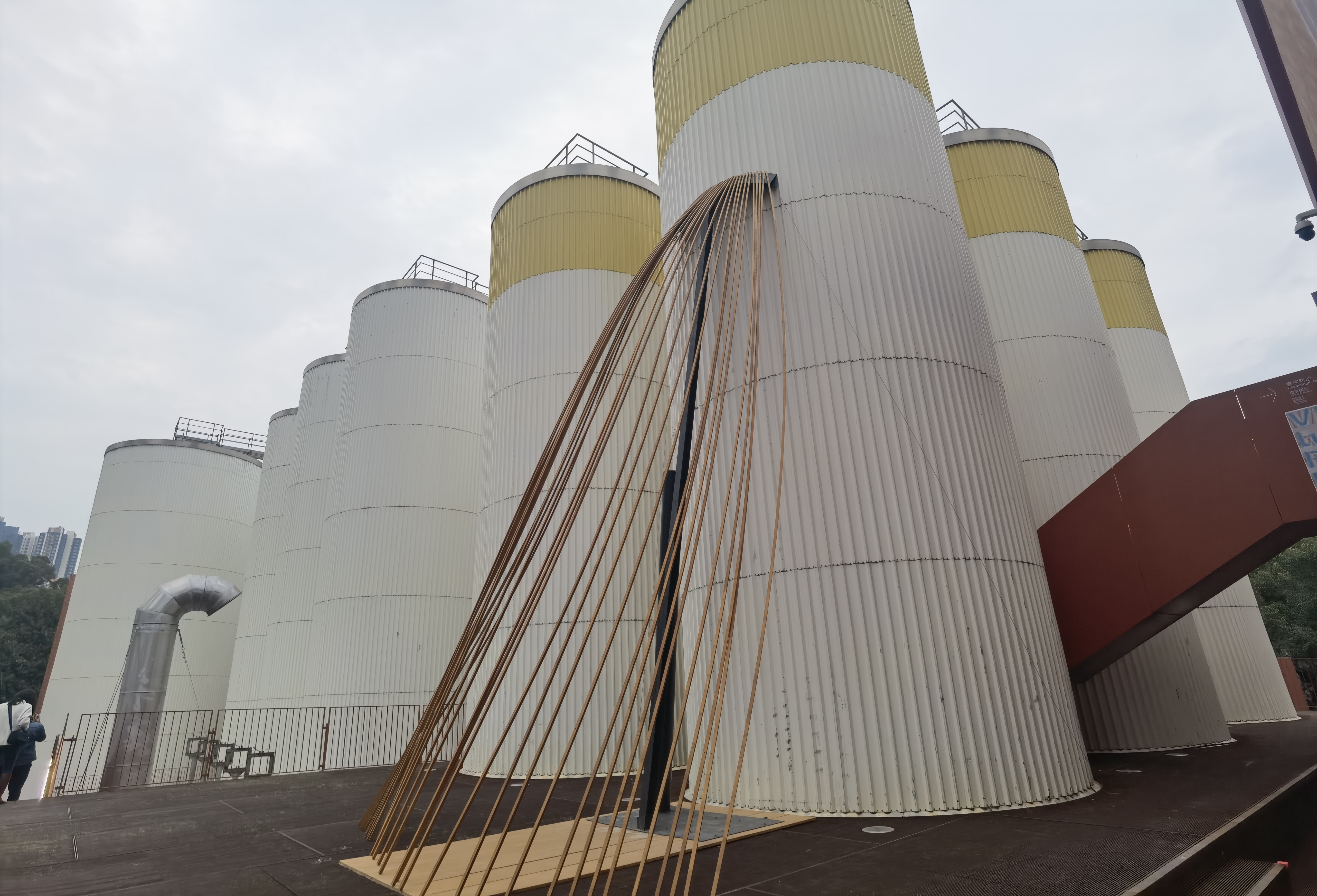
保留的金威罗湖厂发酵车间发酵罐
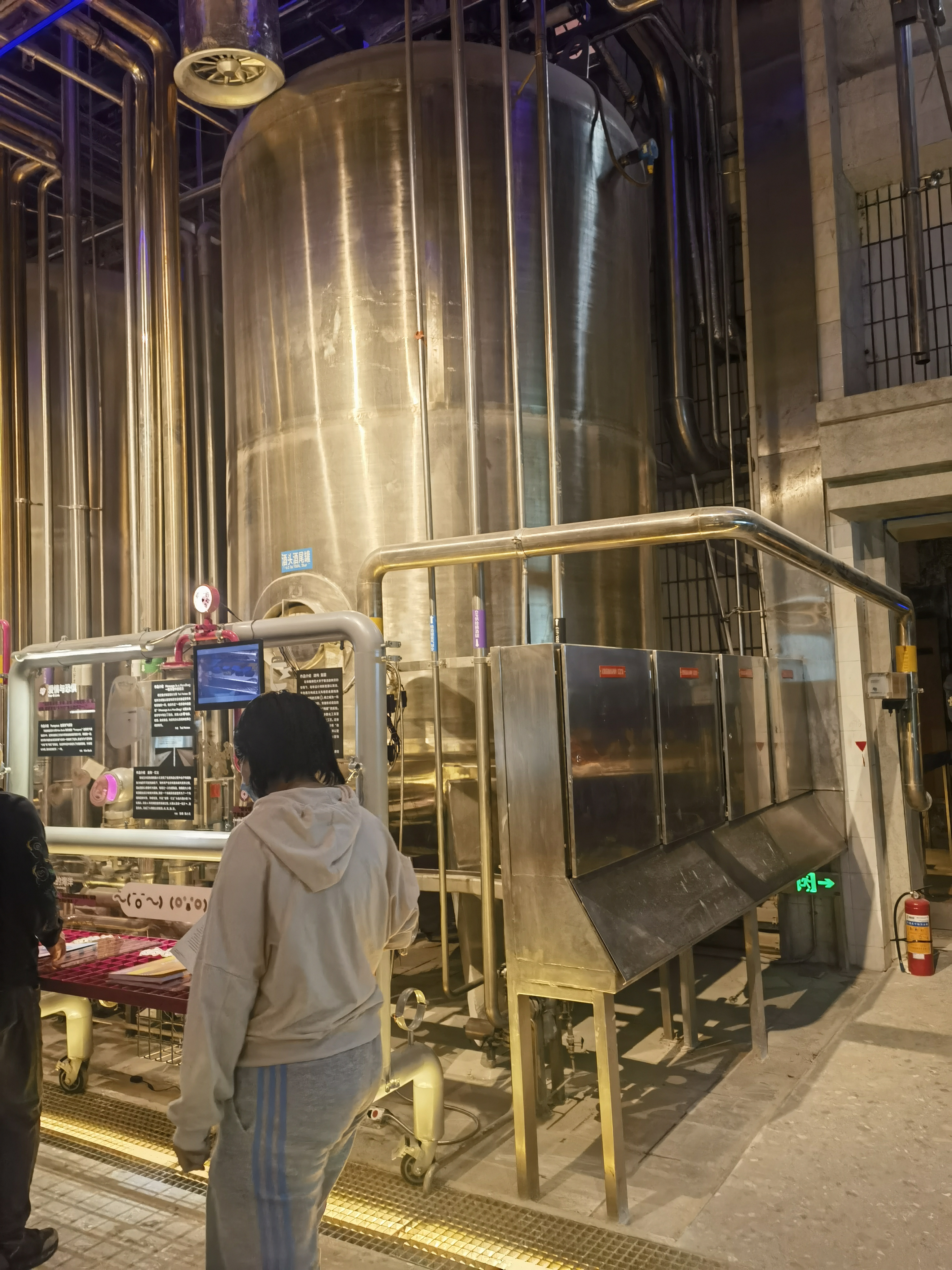
金啤坊内部原金威所用的过滤罐